# Jean-Philippe Chabot
Pour les articles homonymes, voir Jean-Philip Chabot et Chabot.
Jean-Philippe Chabot (ou J. P. Chabot), né en 1988 à Lac-Saint-Charles, est un auteur et un enseignant québécois.

## Biographie

### Naissance et études
Jean-Philippe Chabot est né en 1988 dans la municipalité de Lac-Saint-Charles dans la région de Québec.
Il étudie en littérature puis obtient un diplôme de maîtrise en études littéraires de l'Université du Québec à Montréal en 2016. Son mémoire s'intitule « Entre la voix : exercices et figures de style ; suivi de Livre des faits et dits de Marcel Thibodeau ». Il effectue aussi des études en administration de l’éducation à l’Université du Québec à Rimouski.

### Carrière
Lors de la grève étudiante québécoise de 2012, il cofonde la revue Fermaille,. Moult éditions publie en 2013 une anthologie de textes de cette revue, et Jean-Philippe Chabot codirige la publication.
En 2017, il publie son premier recueil de poésie, Comment finissent les arbres. Puis la même année, il publie son premier roman, Le livre de bois. Bien que ce livre soit sous-titré « roman canadien-français », il a une esthétique qui le rapproche du conte et de l'écriture de Jacques Ferron.
En 2020, il publie une réédition du roman Marie Calumet de Rodolphe Girard pour laquelle il signe une postface.
Jean-Philippe Chabot est enseignant de littérature au département de français du Cégep de Rimouski,.

## Œuvres

### Poésie
- Comment finissent les arbres, Montréal, Éditions du Noroît, coll. « Initiale », 2017, 150 p. (ISBN 978-2-897-66063-5)

### Romans
- Le livre de bois : roman canadien-français, Montréal, Le Quartanier, 2017, 135 p. (ISBN 978-2-896-98332-2)
- Le chemin d'en haut, Montréal, Le Quartanier, coll. « Série QR » (no 171), 2022, 224 p. (ISBN 978-2-896-98597-5)

### Direction et édition littéraire
- Fermaille : anthologie  (Ouvrage collectif, sous la direction de Zéa Beaulieu-April, Jean-Philippe Chabot, et al.), Montréal, Moult éditions, 2013, 224 p. (ISBN 978-2-924-03904-5)
- Marie Calumet  (Roman: Rodolphe Girard. Édition, postface & chronologie: Jean-Philippe Chabot), Montréal, Le Quartanier, coll. « Série QR » (no 142), 2020, Nouvelle édition éd., 305 p. (ISBN 978-2-896-98503-6)

### Rapport de recherche
- Le financement du réseau collégial québécois : Quelques pistes de solution  (en collaboration avec Nicolas Déplanche et Martin Maltais), Montréal, Institut de recherche en économie contemporaine, 2017, 51 p. (ISBN 978-2-923-20364-5, lire en ligne)